# 藤井寺市立道明寺南小学校
藤井寺市立道明寺南小学校（ふじいでらしりつ どうみょうじみなみしょうがっこう）は、大阪府藤井寺市道明寺4丁目にある公立小学校。

## 沿革
- 1973年（昭和48年）4月1日 - 開校。

## 通学区域
- 道明寺1丁目～6丁目、国府3丁目(1～7)、沢田4丁目(6～11)、古室2丁目(3～9)、3丁目[1]

※卒業後は基本的に藤井寺市立道明寺中学校又は藤井寺市立第三中学校に進学する。